# Římskokatolická farnost u kostela sv. Václava Praha-Smíchov
Římskokatolická farnost u kostela svatého Václava Praha-Smíchov je územním společenstvím římských katolíků v rámci II. pražského vikariátu v pražské arcidiecézi.

## Historie
Z roku 1333 pochází první písemná zmínka o kostele svatého Filipa a Jakuba, který stával v části dnešního Arbesova náměstí. Patronátní právo ke kostelu měly benediktinky z Jiřského kláštera na Hradčanech. Za husitských válek plebánie při tomto kostele zanikla. 
V letech 1702-1749 zde duchovní správu vykonávali jezuité z Profesního domu na Malé Straně. V uvedeném roce 1749 byla zřízena smíchovská farnost, tehdy zahrnující Smíchov, Zlíchov, Radlice a Hlubočepy. Od roku 1875 farnost zahrnovala již pouze Smíchov a Radlice. V roce 1885 byl dostavěn nový kostel svatého Václava, k němuž byla přenesena i farnost, v roce 1929 povýšená na arciděkanství. Kostel svatých Filipa a Jakuba byl v roce 1891 zbořen, matriční knihy jsou vedeny od roku 1761.

## Ustanovení ve farnosti
- ThMgr. Jerzy Gapski – farář a rektor filiálního kostela svatého Gabriela[2]
- P. Mgr. Zachariáš Tomáš Kristek O.Praem. – farní vikář
- Václav Šustr – výpomocný duchovní

| Kostel                                           | Obrázek | Místo      | Bohoslužba                                       | Bohoslužba                                            | Poznámka                              |
| ------------------------------------------------ | ------- | ---------- | ------------------------------------------------ | ----------------------------------------------------- | ------------------------------------- |
| Kostel sv. Filipa a Jakuba                       |         | Malvazinky | neslouží se pravidelně                           | neslouží se pravidelně                                | filiální kostel na hřbitově           |
| Kaple sv. Jana Nepomuckého                       |         | Radlice    | neslouží se pravidelně                           | neslouží se pravidelně                                | kaple                                 |
| Kostel svatého Gabriela (Zvěstování Panny Marie) |         | Smíchov    | neděle (mimo červenec a srpen)                   | 11.15                                                 | kostel bývalého kláštera benediktinek |
| Kostel svatého Václava                           |         | Smíchov    | neděle po út čt pá po st pá út čt so st so čt pá | 08.00 09.30 18.00 07.30 17.30 07.30 17.30 06.00 17.00 | farní kostel                          |
| Ústavní kaple Panny Marie Pomocnice křesťanů     |         | Smíchov    | neslouží se pravidelně                           | neslouží se pravidelně                                | v budově Palaty                       |
| Kaple Nejsvětější Trojice                        |         | Smíchov    | neslouží se pravidelně                           | neslouží se pravidelně                                | kaple                                 |